# Albert Monard
Albert Monard was een Zwitsers bioloog en ontdekkingsreiziger, geboren te Les Ponts-de-Martel op 2 september 1886 en overleden
te La Chaux-de-Fonds op 27 september 1952.
Na zijn doctoraat werd Monard leraar aan het gymnasium van La Chaux-de-Fonds (thans Blaise-Cendrarslyceum). Hij wijdde zijn leven aan het wetenschappelijk
onderzoek. Hij publiceerde werken over de diepwaterfauna van het meer van Neuchâtel, beschreef daarbij talrijke nieuwe soorten eenoogkreeftjes en
legde de grondslag voor een nieuwe classificatie van die groep.
Hij was conservator van het natuurhistorisch museum van La Chaux-de-Fonds van 1921 tot aan zijn dood.
Hij trok viermaal op wetenschappelijke expeditie naar Afrika en bracht belangrijke verzamelingen mee. Die werden voor het merendeel in het natuurhistorisch
museum van La Chaux-de-Fonds geplaatst, maar ook op andere plaatsen zoals de musea van Fleurier, Neuchâtel, Bienne, Le Locle, Saint-Imier en Solothurn.
In 1919 stelde hij een eenvoudig praktisch hulpmiddel samen om de flora te bestuderen, "Le petit botaniste romand" (De kleine botanicus van Franstalig Zwitserland), dat nog steeds in de plaatselijke scholen gebruikt wordt.
Zijn nalatenschap telt meer dan zestig wetenschappelijke publicaties.

## Wetenschappelijke expedities
- 1928 Angola
- 1932 Angola
- 1935 Tunesië
- 1936 Algerije
- 1937 Guinee-Bissau (tijdens de Portugese periode)
- 1946-1947 Kameroen

## Werken
- Contribution à la mammologie d’Angola et prodrome d’une faune d’Angola, Lissabon 1935
- La faune profonde du lac de Neuchâtel, Neuchâtel 1919
- Le loup de Pouillerel, La Chaux-de-Fonds 1945
- Le Petit botaniste romand, La Chaux-de-Fonds 1919
- Voyage de la mission scientifique suisse en Angola, Neuchâtel 1930
- Résultats de la Mission zoologique suisse au Cameroun, Douala 1951